# Гайнц-Гельмут Велінг
Гайнц-Гельмут Велінг (нім. Heinz-Helmut Wehling; нар. 8 вересня 1950, Бад-Франкенгаузен, Тюрингія) — східнонімецький борець греко-римського стилю, чемпіон, срібний та бронзовий призер чемпіонатів світу, чемпіон та бронзовий призер чемпіонатів Європи, срібний та бронзовий призер Олімпійських ігор.

## Життєпис
Гайнц-Гельмут Велінг виграв дві олімпійські медалі: срібну медаль у напівлегкій вазі в Мюнхені в 1972 році та бронзу в легкій вазі в Монреалі в 1976 році. На чемпіонаті світу 1973 року став бронзовим призером, здобув срібну медаль у 1974 році, а в 1977 році став першим східнонімецьким чемпіоном світу з боротьби. Велінг також був чемпіоном Європи 1970 року та бронзовим призером 1974 року. На чемпіонаті світу 1979 року він був одним із перших спортсменів, перевірених на систематичне вживання допінгу в колишній НДР. 
На національному рівні Велінг вигравав титул чемпіона Східної Німеччини в 1971-75 та 1977-78 роках. 
За професією Велінг отримав освіту монтажника суден. У 1989 році він легально покинув колишню НДР і переїхав до Саару. У 1989 році він став регіональним олімпійським тренером, а пізніше володів кількома фітнес-студіями та фізіотерапевтичними студіями в Саарланді та Рейнланд-Пфальці.

## Спортивні результати на міжнародних змаганнях

### Виступи на Олімпіадах
| Змагання                    | Збірна | Вагова категорія                 | Місце  |
| --------------------------- | ------ | -------------------------------- | ------ |
| Літні Олімпійські ігри 1972 | НДР    | греко-римська боротьба, до 62 кг | Срібло |
| Літні Олімпійські ігри 1976 | НДР    | греко-римська боротьба, до 68 кг | Бронза |

### Виступи на Чемпіонатах світу
| Змагання                        | Збірна | Вагова категорія                 | Місце  |
| ------------------------------- | ------ | -------------------------------- | ------ |
| Чемпіонат світу з боротьби 1970 | НДР    | греко-римська боротьба, до 62 кг | 4      |
| Чемпіонат світу з боротьби 1971 | НДР    | греко-римська боротьба, до 62 кг | 6      |
| Чемпіонат світу з боротьби 1973 | НДР    | греко-римська боротьба, до 68 кг | Бронза |
| Чемпіонат світу з боротьби 1974 | НДР    | греко-римська боротьба, до 68 кг | Срібло |
| Чемпіонат світу з боротьби 1975 | НДР    | греко-римська боротьба, до 68 кг | 5      |
| Чемпіонат світу з боротьби 1977 | НДР    | греко-римська боротьба, до 68 кг | Золото |
| Чемпіонат світу з боротьби 1978 | НДР    | греко-римська боротьба, до 68 кг | 6      |

### Виступи на Чемпіонатах Європи
| Змагання                         | Збірна | Вагова категорія                 | Місце  |
| -------------------------------- | ------ | -------------------------------- | ------ |
| Чемпіонат Європи з боротьби 1970 | НДР    | греко-римська боротьба, до 62 кг | Золото |
| Чемпіонат Європи з боротьби 1974 | НДР    | греко-римська боротьба, до 68 кг | Бронза |
| Чемпіонат Європи з боротьби 1976 | НДР    | греко-римська боротьба, до 68 кг | 4      |
| Чемпіонат Європи з боротьби 1977 | НДР    | греко-римська боротьба, до 68 кг | 6      |
| Чемпіонат Європи з боротьби 1979 | НДР    | греко-римська боротьба, до 68 кг | 4      |

### Виступи на інших змаганнях
| Змагання                           | Збірна | Вагова категорія                 | Місце  |
| ---------------------------------- | ------ | -------------------------------- | ------ |
| Гран-прі Німеччини з боротьби 1974 | НДР    | греко-римська боротьба, до 68 кг | Золото |
| Гран-прі Німеччини з боротьби 1976 | НДР    | греко-римська боротьба, до 68 кг | Срібло |